# Grotta di San Catello
La grotta di San Catello è una grotta ubicata a Pimonte, sul monte Faito.

## Storia e descrizione
Secondo la tradizione, la grotta è il luogo dove il vescovo di Stabia Catello, da cui il luogo prende il nome, e il suo amico Antonino, solevano rifugiarsi in eremitaggio per pregare e meditare: si narra che proprio nell'antro, sia apparso al futuro vescovo di Castellammare di Stabia, l'arcangelo Michele, ordinando di costruire un tempio in suo onore.
Nelle vicinanze della grotta è presente la cosiddetta "ciampa del diavolo", che leggenda vuole sia l'impronta lasciata da Satana mentre fuggiva scacciato da san Michele, e la sorgente dell'acqua Santa, che si narra fosse sgorgata dopo che la roccia venne colpita da una freccia scagliata dall'arcangelo contro il demonio.
La grotta, posta ad un'altezza di 1 250 metri, è raggiungibile tramite una deviazione del sentiero dell'Angelo, numerato dal CAI come 350b: la mulattiera da percorrere può essere scivolosa e presenta zone esposte. All'interno della spelonca è posta una statua di San Catello, mentre la vegetazione nei dintorni è prevalentemente di tassi e sottobosco come ciclamini e agrifogli.